# Phaonia mediterranea
Phaonia mediterranea är en tvåvingeart som beskrevs av Willi Hennig 1963. Phaonia mediterranea ingår i släktet Phaonia och familjen husflugor. Inga underarter finns listade i Catalogue of Life.